# SOCOM: U.S. Navy SEALs
Pour les articles homonymes, voir SOCOM.
SOCOM: U.S. Navy SEALs est un jeu vidéo de tir tactique développé par Zipper Interactive et publié par Sony Computer Entertainment en 2002 sur PlayStation 2.
Aux commandes d'un bataillon de l'U.S. Navy SEALs, le joueur doit mener à bien divers missions de contre-terrorismes. Le jeu propose un mode solo, comprenant 12 missions, et un mode de jeu en ligne gratuit, l'un des premiers disponibles et des plus populaires sur PlayStation 2. SOCOM se démarque par sa dimension tactique. Il a la particularité d'implémenter un système de reconnaissance vocale qui permet de donner des ordres à ses coéquipiers via le micro-casque USB "HeadSet".

## Système de jeu
SOCOM est l'abréviation de U.S. Special Operations COMmand. Le joueur est à la tête d'une unité de 4 soldats à travers 12 missions qui prennent part dans 4 régions : l'Alaska, la Thaïlande, le Congo, et le Turkménistan.
Dans les missions solo, les ordres peuvent être donnés aux trois équipiers en utilisant le format 'où', 'quoi' et 'quand' (par exemple : Bravo, Attaquer, Point Nav Zoulou). Les ordres peuvent être donnés par l'intermédiaire du micro USB ou par un menu intégré au jeu. Les missions consistent à neutraliser les terroristes, libérer les otages, retrouver des informations ou détruire les bases ennemies.
Avant chaque mission le joueur choisit une arme principale et une arme secondaire parmi un arsenal comprenant de nombreuses armes réelles, telles que la Colt M4 et l'AK-47, le pistolet mitrailleur MP5 et le M82 Barrett rifle, un fusil de précision. Une grande variété de pistolets, de grenades et d'explosifs est également disponible. Les armes sont propres à chaque camp, les SEALS choisissant la plupart du temps des armes silencieuses telles que la (Colt M4) et souvent assez précises. Les terroristes sont souvent équipés de l'AKS-74, mais également d'un pistolet entièrement automatique, le Model 18.
Dans les missions il n'y a aucun point de contrôle, ce qui fait que quand le joueur meurt/échoue la mission il doit recommencer depuis le début de celle-ci. Dans les missions où un objectif donné est "sensible" (exemple : sauvetage/extraction d'otages, etc.) la furtivité s'avère essentielle en raison du manque de point de contrôle.
Dans les parties en ligne, le joueur peut incarner les SEALs ou les terroristes. Les modes de jeu sont propres à chaque carte et sont au nombre de trois : suppression (éliminer tous les membres de l'équipe adverse), extraction (évacuer les otages) et démolition (s'emparer de la bombe et détruire la base de l'équipe adverse).